# Coalició Nacionalista
Coalició Nacionalista va ser el nom d'una coalició electoral formada a Espanya per a presentar-se a les eleccions al Parlament Europeu de 1989 i 1994 i formada per partits de caràcter nacionalista i regionalista.

## Eleccions de 1989
Els seus integrants eren quatre partits d'àmbit regional i caràcter regionalista o nacionalista: el Partit Nacionalista Basc (PNB), Coalició Gallega (CG), les Agrupacions Independents de Canàries (AIC) i el Partido Nacionalista de Castilla y León (PANCAL). Els quatre primers llocs de la llista foren ocupats per Jon Gangoiti Llaguno (PNV), Isidoro Sánchez (AIC), José Domingo Posada (CG) y Francisco José Alonso (PANCAL).
La coalició va obtenir un total de 303.038 vots (1,91%), sent la setena força política i obtenint un eurodiputat. La coalició va obtenir els seus millors resultats a Illes Canàries (57.932 vots, 11,15% en la comunitat autònoma), Galícia (28.556 vots, 3,05%), Navarra (2.410 vots, 1,05%) i el País Basc (201.809 vots, 20,95%), sense sobrepassar l'1% en cap altra comunitat autònoma.
D'acord amb els pactes de coalició, aquest mandat va ser dividit en tres torns. En el primer va ocupar l'escó el cap de llista, Jon Gangoiti, del PNB (25 de juliol de 1989 - 7 de juliol de 1992). Gangoiti es va integrar en el grup parlamentari del Partit Popular Europeu (PPE), després de sis mesos com no adscrit, en protesta per la inclusió del Partit Popular espanyol. A continuació va dimitir i va ocupar el seu lloc el representant d'AIC, Isidoro Sánchez (8 de juliol de 1992 - 14 de juliol de 1993), romanent inicialment en el grup del PPE i passant posteriorment al Grup Arc de Sant Martí Finalment ho va fer el de CG (15 de juliol de 1993 - 18 de juliol de 1994), que va romandre durant el seu mandat en el mateix Grup Arc de Sant Martí.

### Integrants
| Partit | Partit                                          |
| ------ | ----------------------------------------------- |
|        | Partit Nacionalista Basc (EAJ/PNV)              |
|        | Agrupacions Independents de Canàries (AIC)      |
|        | Coalició Gallega (CG)                           |
|        | Partit Nacionalista de Castella i Lleó (PANCAL) |

## Eleccions de 1994
La mateixa coalició es va repetir a les eleccions de 1994. Repetien el Partit Nacionalista Basc (PNB), Coalició Gallega (CG) i Coalició Canària (CC), successora de les Agrupacions Independents de Canàries (AIC). Desapareixia el Partido Nacionalista de Castilla y León (PANCAL) i s'uniren com a nous socis Unió Valenciana (UV), Partit Aragonès (PAR) i Unió Mallorquina (UM). Els sis primers llocs de la llista van ser ocupats per Josu Jon Imaz (PNB), Isidoro Sánchez (CC), Alfonso Novo (UV), Manuel Escolá (PAR), José Domingo Posada (CG) i Bartomeu Calafell (UM).
La coalició va obtenir un total de 518.532 vots España (2,79%), i fou la cinquena força política amb dos eurodiputats dels 64 en joc. La coalició va obtenir els seus millors resultats a Aragó (44.132 vots, 7,69% a la comunitat autònoma), Illes Balears (7.673 vots, 2,63%), Illes Canàries (113.677 vots, 18,85%), País Valencià (105.389 vots, 5,28%), Navarra (2.835 vots, 1,23%) i el País Basc (233.626 vots, 25,85%), sense passar de l'1% en cap altra comunitat autònoma.
D'acord amb els pactes de coalició, Josu Jon Imaz ocuparia el seu escó durant tota la legislatura. Tanmateix, el seu nomenament com a portaveu i conseller d'Indústria, Comerç i Turisme del Govern Basc el 7 de gener de 1999 va fer que hagués de renunciar, sent el seu lloc ocupat per José Domingo Posada, de CG, fins al final de la legislatura. Imaz va estar adscrit al grup parlamentari del Partit Popular Europeu, mentre que Posada ho va estar a el de la Coalició Radical Europea. L'escó restant seria ocupat successivament pels nombres dos, tres i quatre de la llista de la coalició. En el primer torn va ocupar l'escó el nombre dos, Isidoro Sánchez de CC (19 de juliol de 1994 - 17 de setembre de 1996), pertanyent al grup de la Coalició Radical Europea. A continuació va ocupar l'escó el representant d'Unió Valenciana, Alfonso Novo Berenguer (18 de setembre de 1996 - 7 d'octubre de 1998), integrant-se també en el grup de la Coalició Radical Europea. Finalment ho va fer el del PAR (8 d'octubre de 1998 - 19 de juliol de 1999), que va romandre durant el seu mandat també en el grup de la Coalició Radical Europea.

### Integrants
| Party | Party                              |
| ----- | ---------------------------------- |
|       | Partit Nacionalista Basc (EAJ/PNV) |
|       | Coalició Canària (CC)              |
|       | Unió Valenciana (UV)               |
|       | Partit Aragonès (PAR)              |
|       | Coalició Gallega (CG)              |
|       | Unió Mallorquina (UM)              |

## Resultats
| Parlament Europeu |         |     |      |        |     |
| Any               | Vots    | %   | Pos. | Escons | +/– |
| 1989              | 303,038 | 1.9 | 7è   | 1 / 60 | 1   |
| 1994              | 518,532 | 2.8 | 5è   | 1 / 64 | =   |